# Rémy Scheurer
Pour les articles homonymes, voir Scheurer.
Rémy Scheurer, né le 11 mars 1934 à Neuchâtel (originaire de Dombresson et de Seedorf), est un professeur d'université et une personnalité politique suisse, membre du Parti libéral suisse. Il est député du canton de Neuchâtel au Conseil national de 1991 à 2003.

## Biographie
Rémy Scheurer naît le 11 mars 1934 à Neuchâtel. Il est originaire de Dombresson, dans le canton de Neuchâtel, et de Seedorf, dans le canton de Berne. Il est le fils de Germain Scheurer, menuisier-ébéniste, et de Charlotte Cuche. 
En 1957, il obtient sa licence en lettres à l'université de Neuchâtel. Il fréquente ensuite l'École nationale des chartes de Paris de 1958 à 1962. De 1962 à 1971, il est professeur d'histoire au lycée de Neuchâtel et boursier du Fonds national suisse de la recherche scientifique. De 1968 à 1971, il est chargé de cours de paléographie à la faculté des lettres de l'université de Neuchâtel. De 1971 à 1999, il est professeur ordinaire d'histoire médiévale et de la Renaissance dans la même faculté. Il assume la fonction de recteur de 1987 à 1991.  
Il est président de la Société d'histoire et d'archéologie du canton de Neuchâtel. Il siège au Conseil national de la recherche scientifique de 1985 à 1996. Il est membre du comité de rédaction de la revue Humanisme et renaissance et membre associé du comité de la Société de l'histoire du protestantisme français. 

## Parcours politique
Membre du Parti libéral suisse, Rémy Scheurer en préside la section du canton de Neuchâtel de 1972 à 1976. Il est conseiller général à Hauterive, une commune voisine de la ville de Neuchâtel, de 1968 à 2000. Parallèlement, il siège au Grand Conseil du canton de Neuchâtel à partir de 1977. Il démissionne en 1984, en cours de législature. 
De 1991 à 2003, il est membre du Conseil national. Il siège à la Commission de la science, de l'éducation et de la culture (CSEC) pendant toute la durée de son mandat et préside le groupe libéral de 1999 à 2003,. Il siège également à l'Assemblée parlementaire de la francophonie. En 2003, il renonce à se représenter aux élections au Conseil national.

## Bibliographique (sélection)
- Avec Dominique Quadroni: Les finances du Comté de Neuchâtel à la fin du XVIe siècle . Neuchâtel 1985, (OCLC 605251987) .
- Pierre Chambrier, 1542 (?) - 1609. Aspects de la vie publique et privée d'un homme d'État neuchâtelois . Neuchâtel 1988, (OCLC 19966997) .
- Comme éditeur: Correspondance du Cardinal Jean Du Bellay . Volume 5, 1549-1550 . Paris 2012,  (ISBN 978-2-35407-137-0) .
- Comme éditeur: Correspondance du Cardinal Jean Du Bellay. Volume 6 1550-1555 . Paris 2015,  (ISBN 978-2-35407-140-0) .

## Sources
- Philippe Henry (éd.). In dubiis libertas: mélanges d'histoire offerts au professeur Rémy Scheurer. Hauterive 1999,  (ISBN 2-88256-107-5).